# Genyophryne thomsoni
Genyophryne thomsoni é uma espécie de anfíbio da família Microhylidae. É a única espécie do género Genyophryne.
É endémica da Papua-Nova Guiné.
Os seus habitats naturais são: florestas subtropicais ou tropicais húmidas de baixa altitude.